# Huey (Illinois)
Huey es una villa ubicada en el condado de Clinton en el estado estadounidense de Illinois. En el Censo de 2010 tenía una población de 169 habitantes y una densidad poblacional de 302,09 personas por km².

## Geografía
Huey se encuentra ubicada en las coordenadas 38°36′19″N 89°17′24″O / 38.60528, -89.29000. Según la Oficina del Censo de los Estados Unidos, Huey tiene una superficie total de 0.56 km², de la cual 0.56 km² corresponden a tierra firme y (0%) 0 km² es agua.

## Demografía
Según el censo de 2010, había 169 personas residiendo en Huey. La densidad de población era de 302,09 hab./km². De los 169 habitantes, Huey estaba compuesto por el 99.41% blancos, el 0% eran afroamericanos, el 0.59% eran amerindios, el 0% eran asiáticos, el 0% eran isleños del Pacífico, el 0% eran de otras razas y el 0% pertenecían a dos o más razas. Del total de la población el 0% eran hispanos o latinos de cualquier raza.